# 1712

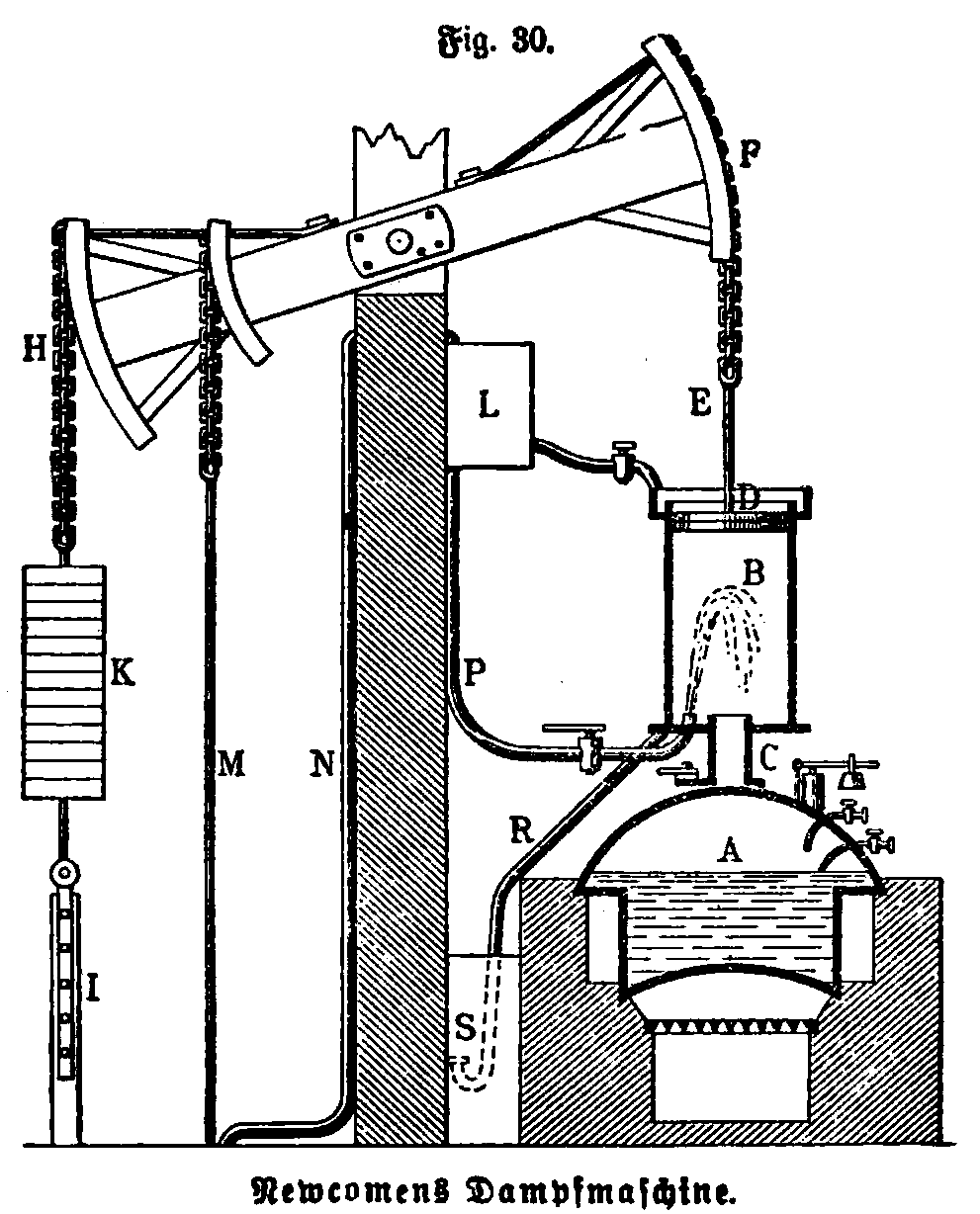
Modelo da Máquina a vapor de Thomas Newcomen.

- Wikisource

| Calendário gregoriano                                                        | 1712 MDCCXII                        |
| Ab urbe condita                                                              | 2465                                |
| Calendário arménio                                                           | 1161 – 1162                         |
| Calendário bahá'í                                                            | -132 – -131                         |
| Calendário budista                                                           | 2256                                |
| Calendário chinês                                                            | 4408 – 4409 Início a 7 de fevereiro |
| Calendário copta                                                             | 1428 – 1429                         |
| Calendário etíope                                                            | 1704 – 1705                         |
| Calendários hindus - Vikram Samvat - Calendário nacional indiano - Cáli Iuga | 1767 – 1768 1633 – 1634 4812 – 4813 |
| Calendário Holoceno                                                          | 11712                               |
| Calendário islâmico                                                          | 1124 – 1125                         |
| Calendário judaico                                                           | 5472 – 5473                         |
| Calendário persa                                                             | 1090 – 1091                         |
| Calendário rúnico                                                            | 1962                                |
| Calendário solar tailandês                                                   | 2255                                |

1712 (MDCCXII, na numeração romana)  foi um ano bissexto do século XVIII  do actual Calendário Gregoriano, da Era de Cristo,  e as suas letras dominicais foram  C e B (52 semanas), teve início a uma sexta-feira e terminou a um sábado.
| Ano completo                          |
| ------------------------------------- |
| Ano bissexto com início à sexta-feira |

## Eventos
- É publicado pela última vez Corografia Portuguesa, um compêndio de notícias sobre as localidades portuguesas, editado por António Carvalho da Costa.
- Thomas Newcomen instala sua primeira máquina a vapor para drenar a água acumulada nas minas de carvão em Staffordshire, que ficavam muitas vezes inundadas.
- Ocorre na Suécia o dia 30 de Fevereiro
- Encerra-se a divisão da Província da Carolina em Norte e Sul, entretanto as duas colônias permanecem sob o comando dos mesmos proprietários.
- Elevação a curato da Ermida de São Lázaro, freguesia do Norte Pequeno, concelho da Calheta, que em 1757 daria lugar à Igreja de São Lázaro, no Norte Pequeno[1].

### Janeiro
- 2 de Janeiro - Fundação da Irmandade do Rosário em Vila Franca do Campo, ilha de São Miguel, Açores.

## Nascimentos
- 28 de Junho - Jean-Jacques Rousseau, filósofo franco-suíço (m. 1778).

## Mortes
- 12 de julho - Richard Cromwell, Lorde Protetor da "Commonwealth" da Inglaterra, Escócia e Irlanda.
- 14 de Setembro - Giovanni Domenico Cassini, astrónomo.

## Por tema
- 1712 na literatura